# Molophilus parannulipes
Molophilus parannulipes är en tvåvingeart som beskrevs av Günther Theischinger 1992. Molophilus parannulipes ingår i släktet Molophilus och familjen småharkrankar. Inga underarter finns listade i Catalogue of Life.